# Bagnac-sur-Célé
Bagnac-sur-Célé est une commune française située dans l'est du département du Lot, en région Occitanie.
Elle est également dans le Ségala lotois, une région naturelle constituant la frange occidentale de la Châtaigneraie, constituant le parent lotois du Ségala aveyronnais et tarnais.
Exposée à un climat océanique altéré, elle est drainée par le Célé, le Veyre, le ruisseau d'Aujou, le ruisseau de Guirande, le ruisseau de Laissalles et par divers autres petits cours d'eau. La commune possède un patrimoine naturel remarquable composé de deux zones naturelles d'intérêt écologique, faunistique et floristique.
Bagnac-sur-Célé est une commune rurale qui compte 1 481 habitants en 2022. Elle fait partie de l'aire d'attraction de Figeac. Ses habitants sont appelés les Bagnacois ou Bagnacoises.

## Géographie
Commune située dans le Quercy, sur le Célé près de sa confluence avec la Rance, et sur l'ancienne route nationale 122 entre Figeac et Maurs (Cantal).

### Communes limitrophes
La commune est limitrophe du département du Cantal.
Les communes limitrophes sont Maurs, Saint-Santin-de-Maurs, Le Trioulou, Felzins, Linac, Montredon et Saint-Jean-Mirabel.
|                    | Maurs (Cantal)     |                                |
| Linac              | Bagnac-sur-Célé    | Le Trioulou (Cantal)           |
| Saint-Jean-Mirabel | Felzins, Montredon | Saint-Santin-de-Maurs (Cantal) |

### Climat
Pour des articles plus généraux, voir Climat de l'Occitanie et Climat du Lot.
En 2010, le climat de la commune est de type climat océanique altéré, selon une étude s'appuyant sur une série de données couvrant la période 1971-2000. En 2020, Météo-France publie une typologie des climats de la France métropolitaine dans laquelle la commune est exposée à un climat de montagne et est dans la région climatique Ouest et nord-ouest du Massif Central, caractérisée par une pluviométrie annuelle de 900 à 1 500 mm, maximale en automne et en hiver.
Pour la période 1971-2000, la température annuelle moyenne est de 12,8 °C, avec une amplitude thermique annuelle de 16 °C. Le cumul annuel moyen de précipitations est de 1 027 mm, avec 11,3 jours de précipitations en janvier et 6,6 jours en juillet. Pour la période 1991-2020, la température moyenne annuelle observée sur la station météorologique la plus proche, située sur la commune de Maurs à 6 km à vol d'oiseau, est de 12,1 °C et le cumul annuel moyen de précipitations est de 1 157,8 mm,. Pour l'avenir, les paramètres climatiques de la commune estimés pour 2050 selon différents scénarios d’émission de gaz à effet de serre sont consultables sur un site dédié publié par Météo-France en novembre 2022.

### Milieux naturels et biodiversité
L’inventaire des zones naturelles d'intérêt écologique, faunistique et floristique (ZNIEFF) a pour objectif de réaliser une couverture des zones les plus intéressantes sur le plan écologique, essentiellement dans la perspective d’améliorer la connaissance du patrimoine naturel national et de fournir aux différents décideurs un outil d’aide à la prise en compte de l’environnement dans l’aménagement du territoire.
Une ZNIEFF de type 1 est recensée sur la commune :
« le Célé à Bagnac » (170 ha), couvrant 3 communes dont deux dans le Cantal et une dans le Lot et une ZNIEFF de type 2, :
le « Ségala lotois : bassin versant du Célé » (12 535 ha), couvrant 28 communes dont six dans le Cantal et 22 dans le Lot.

Carte des ZNIEFF de type 1 et 2 à Bagnac-sur-Célé.
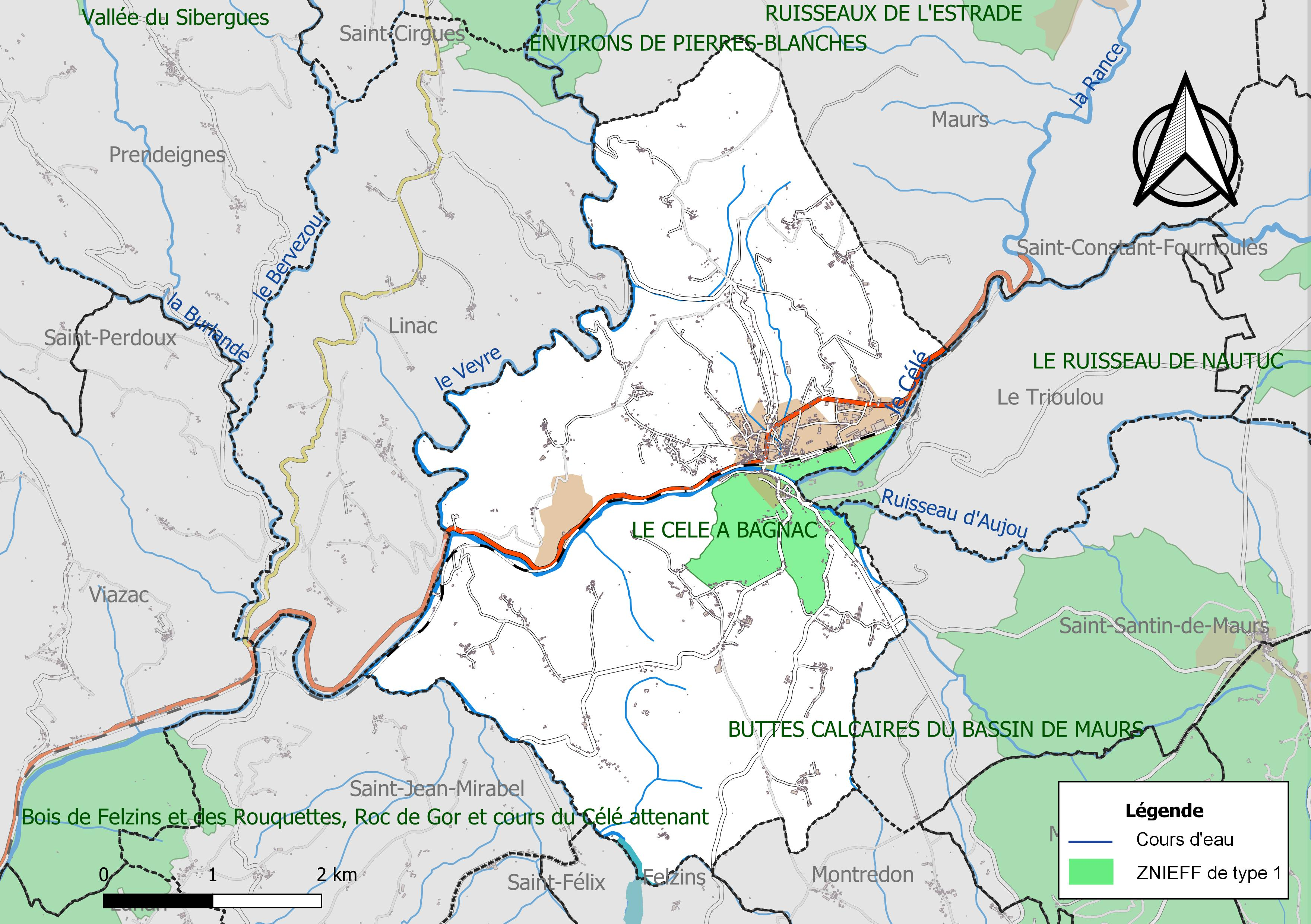
Carte de la ZNIEFF de type 1 sur la commune.
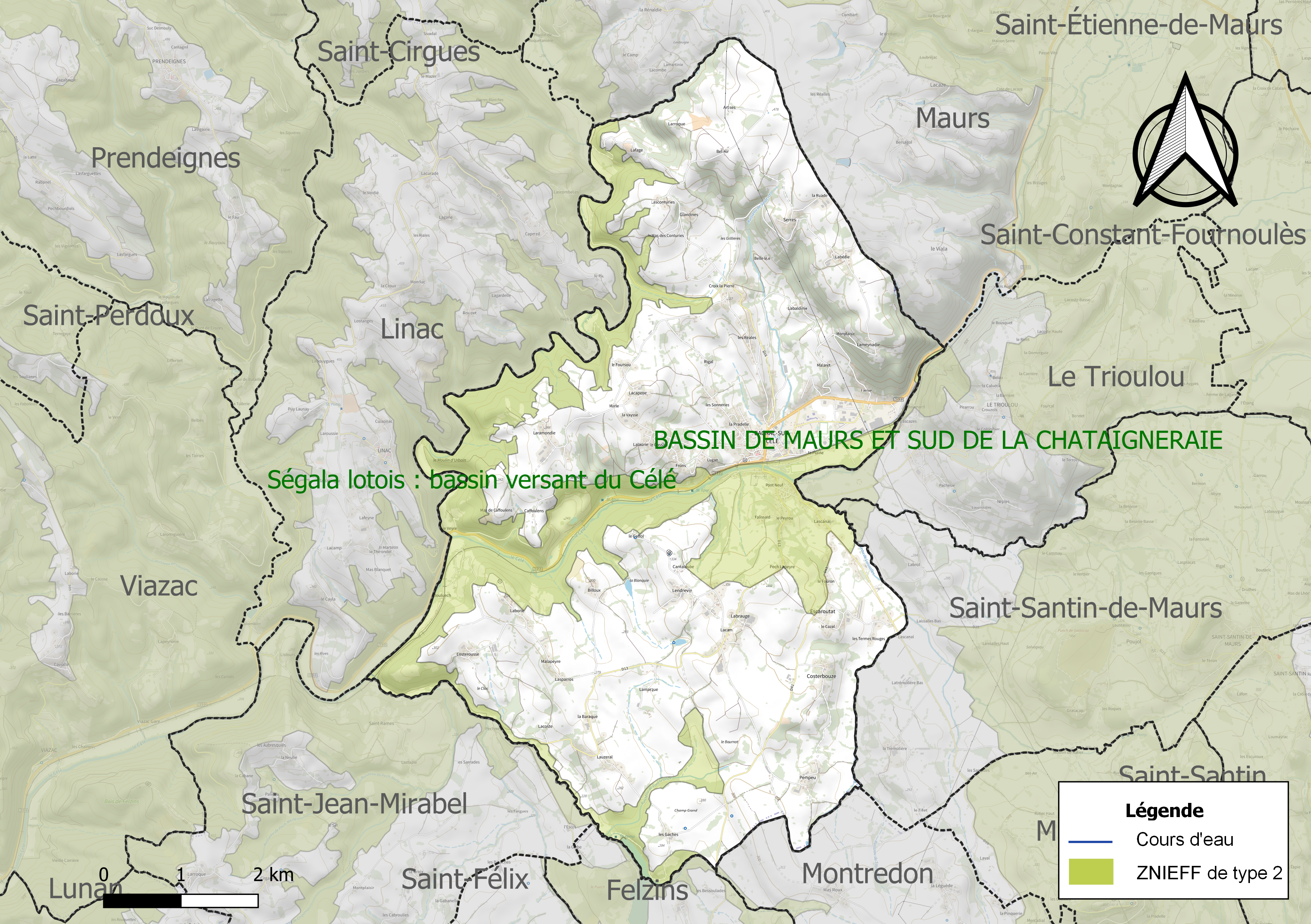
Carte de la ZNIEFF de type 2 sur la commune.

## Urbanisme

### Typologie
Au 1er janvier 2024, Bagnac-sur-Célé est catégorisée commune rurale à habitat dispersé, selon la nouvelle grille communale de densité à sept niveaux définie par l'Insee en 2022.
Elle est située hors unité urbaine. Par ailleurs la commune fait partie de l'aire d'attraction de Figeac, dont elle est une commune de la couronne,. Cette aire, qui regroupe 59 communes, est catégorisée dans les aires de moins de 50 000 habitants,.

### Occupation des sols
L'occupation des sols de la commune, telle qu'elle ressort de la base de données européenne d’occupation biophysique des sols Corine Land Cover (CLC), est marquée par l'importance des territoires agricoles (74,9 % en 2018), en diminution par rapport à 1990 (77,2 %). La répartition détaillée en 2018 est la suivante :
zones agricoles hétérogènes (61,4 %), forêts (18,9 %), prairies (12,1 %), zones urbanisées (5,1 %), terres arables (1,4 %), mines, décharges et chantiers (1,1 %). L'évolution de l’occupation des sols de la commune et de ses infrastructures peut être observée sur les différentes représentations cartographiques du territoire : la carte de Cassini (XVIIIe siècle), la carte d'état-major (1820-1866) et les cartes ou photos aériennes de l'IGN pour la période actuelle (1950 à aujourd'hui).

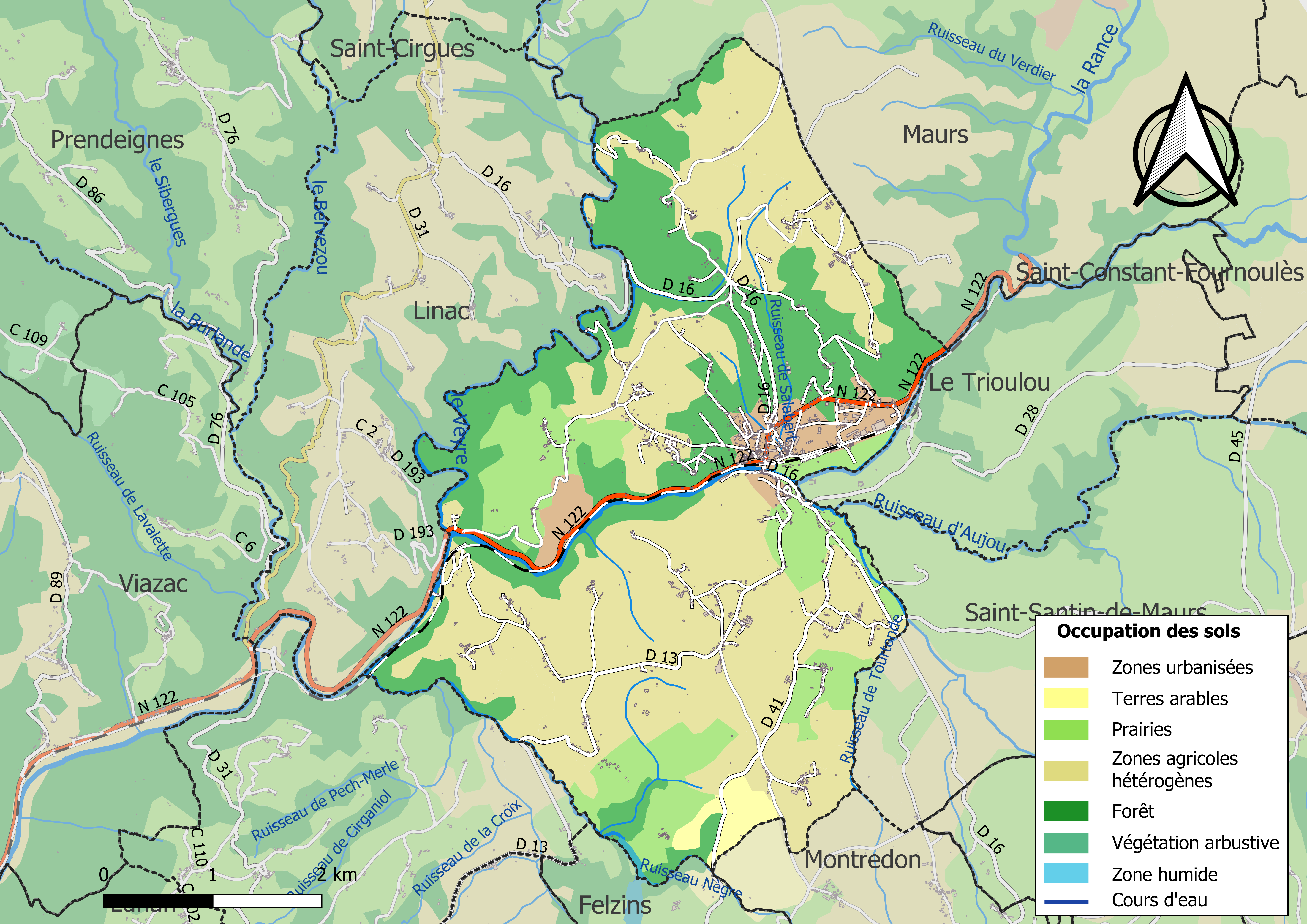
Carte des infrastructures et de l'occupation des sols de la commune en 2018 (CLC).

### Risques majeurs
Le territoire de la commune de Bagnac-sur-Célé est vulnérable à différents aléas naturels : météorologiques (tempête, orage, neige, grand froid, canicule ou sécheresse), inondations, feux de forêts, mouvements de terrains et séisme (sismicité très faible). Il est également exposé à un risque technologique, le transport de matières dangereuses, et à un risque particulier : le risque de radon. Un site publié par le BRGM permet d'évaluer simplement et rapidement les risques d'un bien localisé soit par son adresse soit par le numéro de sa parcelle.

#### Risques naturels
Certaines parties du territoire communal sont susceptibles d’être affectées par le risque d’inondation par débordement de cours d'eau, notamment le Célé, le Veyre, le ruisseau d'Aujou et le ruisseau de Guirande. La cartographie des zones inondables en ex-Midi-Pyrénées réalisée dans le cadre du XIe Contrat de plan État-région, visant à informer les citoyens et les décideurs sur le risque d’inondation, est accessible sur le site de la DREAL Occitanie. La commune a été reconnue en état de catastrophe naturelle au titre des dommages causés par les inondations et coulées de boue survenues en 1982, 1988, 1993, 1999 et 2003,.
Bagnac-sur-Célé est exposée au risque de feu de forêt. Un plan départemental de protection des forêts contre les incendies a été approuvé par arrêté préfectoral le 30 novembre 2015 pour la période 2015-2025. Les propriétaires doivent ainsi couper les broussailles, les arbustes et les branches basses sur une profondeur de 50 mètres, aux abords des constructions, chantiers, travaux et installations de toute nature, situées à moins de 200 mètres de terrains en nature
de bois, forêts, plantations, reboisements, landes ou friches. Le brûlage des déchets issus de l’entretien des parcs et jardins des ménages et des collectivités est interdit. L’écobuage est également interdit, ainsi que les feux de type méchouis et barbecues, à l’exception de ceux prévus dans des installations fixes (non situées sous couvert d'arbres) constituant une dépendance d'habitation.

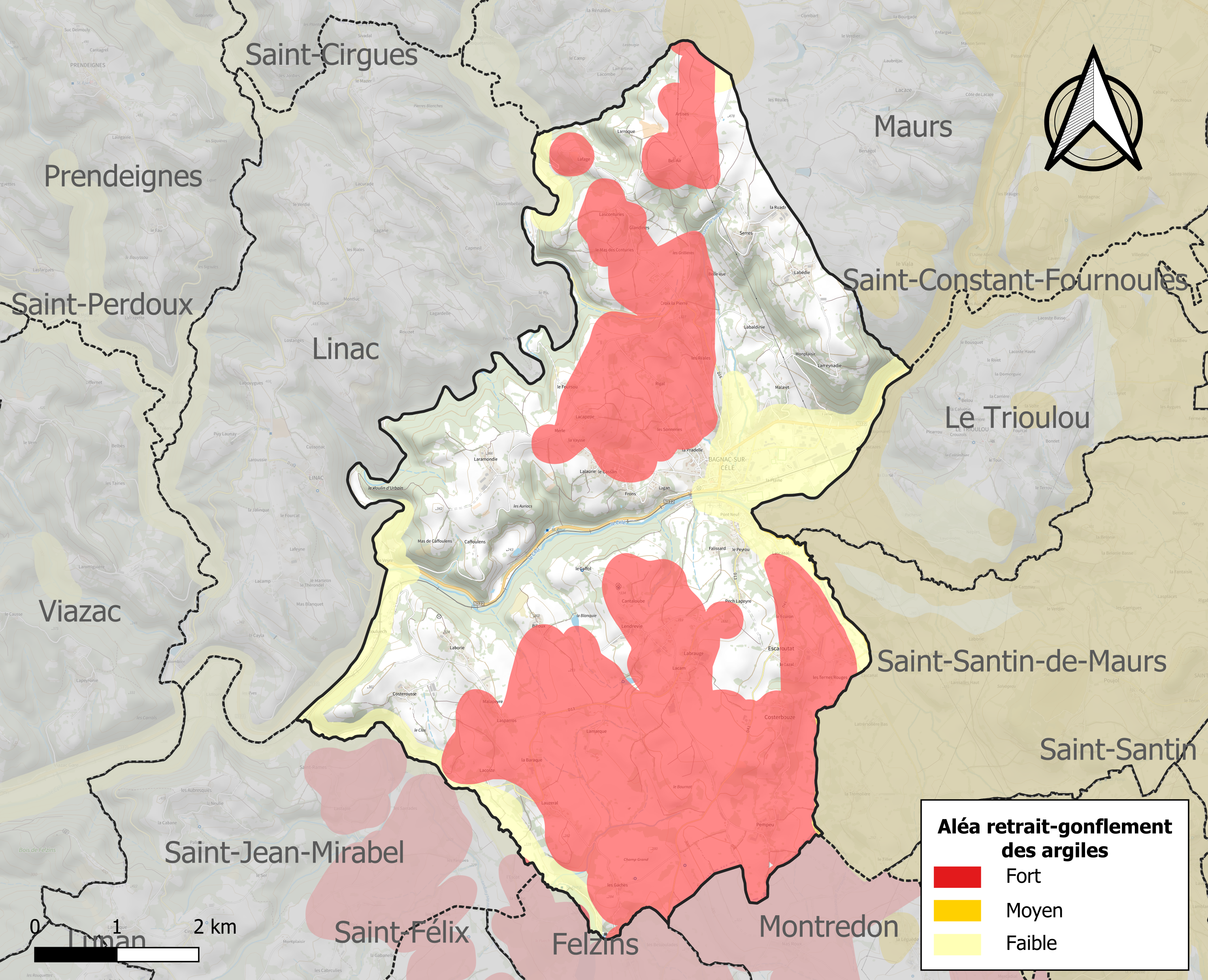
Carte des zones d'aléa retrait-gonflement des sols argileux de Bagnac-sur-Célé.

Les mouvements de terrains susceptibles de se produire sur la commune sont des éboulements, chutes de pierres et de blocs et des glissements de terrain.
Le retrait-gonflement des sols argileux est susceptible d'engendrer des dommages importants aux bâtiments en cas d’alternance de périodes de sécheresse et de pluie. 44,8 % de la superficie communale est en aléa moyen ou fort (67,7 % au niveau départemental et 48,5 % au niveau national). Sur les 757 bâtiments dénombrés sur la commune en 2019, 289 sont en aléa moyen ou fort, soit 38 %, à comparer aux 72 % au niveau départemental et 54 % au niveau national. Une cartographie de l'exposition du territoire national au retrait gonflement des sols argileux est disponible sur le site du BRGM,.
Par ailleurs, afin de mieux appréhender le risque d’affaissement de terrain, l'inventaire national des cavités souterraines permet de localiser celles situées sur la commune.
Concernant les mouvements de terrains, la commune a été reconnue en état de catastrophe naturelle au titre des dommages causés par des mouvements de terrain en 1999.

#### Risques technologiques
Le risque de transport de matières dangereuses sur la commune est lié à sa traversée par une route à fort trafic et une ligne de chemin de fer. Un accident se produisant sur de telles infrastructures est susceptible d’avoir des effets graves sur les biens, les personnes ou l'environnement, selon la nature du matériau transporté. Des dispositions d’urbanisme peuvent être préconisées en conséquence.

#### Risque particulier
Dans plusieurs parties du territoire national, le radon, accumulé dans certains logements ou autres locaux, peut constituer une source significative d’exposition de la population aux rayonnements ionisants. Certaines communes du département sont concernées par le risque radon à un niveau plus ou moins élevé. Selon la classification de 2018, la commune de Bagnac-sur-Célé est classée en zone 3, à savoir zone à potentiel radon significatif.

## Toponymie
Avant l'adoption de la graphie actuelle, Bagnac, le nom s'écrivait Banhac ou Baniac (cartes de Cassini).
Durant la Révolution et jusqu'en 1813, la commune porte le nom de Lacapelle-Bagnac.
En 1956, le nom de la commune a été changé de Bagnac en Bagnac-sur-Célé.
Selon Gaston Bazalgues, Le toponyme Bagnac est soit :
- basé sur l'anthroponyme gallo-romain Banius. La terminaison -ac est issue du suffixe gaulois -acon (lui-même du celtique commun *-āko-), souvent latinisé en -acum dans les textes et désignerait le domaine de Banius ;
- ou formé à partir du latin balneus avec la terminaison -acum

Ses habitants sont appelés les Bagnacois.

## Histoire
Lors de la Seconde Guerre mondiale, le 12 mai 1944, les soldats de la 2e division SS Das Reich envahissent et cernent la ville. Ils cherchent des renseignements sur le maquis. Les hommes de 15 à 65 ans sont conduits sur la grande place. 42 sont chargés sur des camions pour être envoyés à Montauban et être déportés.

## Politique et administration

### Liste des maires
| Période                                  | Période          | Identité            | Étiquette | Qualité                                           |
| ---------------------------------------- | ---------------- | ------------------- | --------- | ------------------------------------------------- |
| 1793                                     | 1801             | Jean-Baptiste Lugan |           |                                                   |
| 1802                                     | 1813             | Antoine Caupade     |           |                                                   |
| 1813                                     | 1830             | Victor Dufau        |           |                                                   |
| 1830                                     | 1845             | Mage                |           |                                                   |
| 1845                                     | 1848             | Jean-Baptiste Ratie |           |                                                   |
| 1848                                     | 1855             | Cardonel            |           |                                                   |
| 1855                                     | 1860             | Jules Rozieres      |           |                                                   |
| 1860                                     | 1870             | Auguste Canteloube  |           |                                                   |
| 1870                                     | 1874             | Jules Rozieres      |           |                                                   |
| 1874                                     | 1875             | Cormier             |           |                                                   |
| 1875                                     | 1876             | E.Souquiere         |           |                                                   |
| 1876                                     | 17 mai 1896      | Jules Rozières      |           | Député                                            |
| 17 mai 1896                              | 18 mars 1902     | Gabriel Conort      |           |                                                   |
| 18 mars 1902                             | 1er mars 1903    | Jules Rozières      |           |                                                   |
| 1er mars 1903                            | 22 février 1914  | Victor Sauvagnac    |           |                                                   |
| 22 février 1914                          | 9 mai 1929       | Marcel Caussade     |           |                                                   |
| 9 mai 1929                               | 5 juillet 1942   | Henri Boyssou       |           |                                                   |
| 5 juillet 1942                           | 1er octobre 1944 | Douheret            |           |                                                   |
| 1er octobre 1944                         | 26 octobre 1947  | Paul Salissard      |           |                                                   |
| 26 octobre 1947                          | 27 mars 1959     | Philippe Fiches     |           |                                                   |
| 27 mars 1959                             | 11 mars 1960     | Joseph Marty        |           |                                                   |
| 11 mars 1960                             | 30 mars 1965     | Jean Najac          |           |                                                   |
| 30 mars 1965                             | 1er avril 1971   | Louis Guidon        |           | Officier                                          |
| 1er avril 1971                           | 2001             | Robert Bories       | RPR       | marchand de bestiaux, conseil général (1970-1998) |
| 2001                                     | 2020             | Fausto Araqué       | DVD       |                                                   |
| 2020                                     | En cours         | Lambert Bru         | DVG       | Exploitant agricole                               |
| Les données manquantes sont à compléter. |                  |                     |           |                                                   |

## Population et société

### Démographie
L'évolution du nombre d'habitants est connue à travers les recensements de la population effectués dans la commune depuis 1793. Pour les communes de moins de 10 000 habitants, une enquête de recensement portant sur toute la population est réalisée tous les cinq ans, les populations de référence des années intermédiaires étant quant à elles estimées par interpolation ou extrapolation. Pour la commune, le premier recensement exhaustif entrant dans le cadre du nouveau dispositif a été réalisé en 2006.

En 2022, la commune comptait 1 481 habitants, en évolution de +0,27 % par rapport à 2016 (Lot : +1,31 %, France hors Mayotte : +2,11 %).
| 1793  | 1800  | 1806  | 1821  | 1831  | 1836  | 1841  | 1846  | 1851  |
| ----- | ----- | ----- | ----- | ----- | ----- | ----- | ----- | ----- |
| 1 854 | 2 017 | 2 123 | 2 204 | 2 205 | 2 280 | 2 303 | 2 261 | 2 343 |

| 1856  | 1861  | 1866  | 1872  | 1876  | 1881  | 1886  | 1891  | 1896  |
| ----- | ----- | ----- | ----- | ----- | ----- | ----- | ----- | ----- |
| 2 220 | 2 152 | 2 373 | 2 077 | 2 020 | 2 017 | 2 060 | 1 869 | 1 845 |

| 1901  | 1906  | 1911  | 1921  | 1926  | 1931  | 1936  | 1946  | 1954  |
| ----- | ----- | ----- | ----- | ----- | ----- | ----- | ----- | ----- |
| 1 823 | 1 703 | 1 633 | 1 561 | 1 633 | 1 656 | 1 716 | 1 555 | 1 472 |

| 1962  | 1968  | 1975  | 1982  | 1990  | 1999  | 2006  | 2011  | 2016  |
| ----- | ----- | ----- | ----- | ----- | ----- | ----- | ----- | ----- |
| 1 580 | 1 670 | 1 691 | 1 724 | 1 582 | 1 519 | 1 551 | 1 551 | 1 477 |

| 2021  | 2022  | - | - | - | - | - | - | - |
| ----- | ----- | - | - | - | - | - | - | - |
| 1 477 | 1 481 | - | - | - | - | - | - | - |

### Sports
Rugby
Lors de la saison 2013-2014, le Rugby Club Bagnacois a été champion de France de 2e série en battant le RC Ponteilla 31 à 7,.

## Économie

### Revenus
En 2018, la commune compte 663 ménages fiscaux, regroupant 1 441 personnes. La médiane du revenu disponible par unité de consommation est de 19 470 € (20 740 € dans le département).

### Emploi
|                | 2008  | 2013  | 2018  |
| -------------- | ----- | ----- | ----- |
| Commune        | 5,6 % | 5,7 % | 8,1 % |
| Département    | 7,3 % | 8,9 % | 9,6 % |
| France entière | 8,3 % | 10 %  | 10 %  |

En 2018, la population âgée de 15 à 64 ans s'élève à 805 personnes, parmi lesquelles on compte 76,3 % d'actifs (68,1 % ayant un emploi et 8,1 % de chômeurs) et 23,7 % d'inactifs,. Depuis 2008, le taux de chômage communal (au sens du recensement) des 15-64 ans est inférieur à celui de la France et du département.
La commune fait partie de la couronne de l'aire d'attraction de Figeac, du fait qu'au moins 15 % des actifs travaillent dans le pôle,. Elle compte 556 emplois en 2018, contre 609 en 2013 et 517 en 2008. Le nombre d'actifs ayant un emploi résidant dans la commune est de 556, soit un indicateur de concentration d'emploi de 100 % et un taux d'activité parmi les 15 ans ou plus de 49,7 %.
Sur ces 556 actifs de 15 ans ou plus ayant un emploi, 237 travaillent dans la commune, soit 43 % des habitants. Pour se rendre au travail, 86,6 % des habitants utilisent un véhicule personnel ou de fonction à quatre roues, 0,5 % les transports en commun, 6,6 % s'y rendent en deux-roues, à vélo ou à pied et 6,3 % n'ont pas besoin de transport (travail au domicile).

### Activités hors agriculture

#### Secteurs d'activités
141 établissements sont implantés à Bagnac-sur-Célé au 31 décembre 2019. Le tableau ci-dessous en détaille le nombre par secteur d'activité et compare les ratios avec ceux du département,.
| Secteur d'activité                                                                                        | Commune | Commune | Département |
| Secteur d'activité                                                                                        | Nombre  | %       | %           |
| --- | ------- | ------- | ----------- |
| Ensemble                                                                                                  | 141     |         |             |
| Industrie manufacturière, industries extractives et autres                                                | 38      | 27 %    | (14 %)      |
| Construction                                                                                              | 17      | 12,1 %  | (13,9 %)    |
| Commerce de gros et de détail, transports, hébergement et restauration                                    | 37      | 26,2 %  | (29,9 %)    |
| Information et communication                                                                              | 1       | 0,7 %   | (1,8 %)     |
| Activités immobilières                                                                                    | 8       | 5,7 %   | (3,5 %)     |
| Activités spécialisées, scientifiques et techniques et activités de services administratifs et de soutien | 16      | 11,3 %  | (13,5 %)    |
| Administration publique, enseignement, santé humaine et action sociale                                    | 15      | 10,6 %  | (12 %)      |
| Autres activités de services                                                                              | 9       | 6,4 %   | (8,7 %)     |

Le secteur de l'industrie manufacturière, des industries extractives et autres est prépondérant sur la commune puisqu'il représente 27 % du nombre total d'établissements de la commune (38 sur les 141 entreprises implantées à Bagnac-sur-Célé), contre 14 % au niveau départemental.

#### Entreprises et commerces
Les cinq entreprises ayant leur siège social sur le territoire communal qui génèrent le plus de chiffre d'affaires en 2020 sont :
- Casiope, supermarchés (3 427 k€)
- Quercy Entreprise, construction de réseaux pour fluides (1 893 k€)
- Societe Des Carrieres Du Massif Central - SCMC, exploitation de gravières et sablières, extraction d'argiles et de kaolin (1 849 k€)
- ETS R.malaret Et Fils, commerce de détail alimentaire sur éventaires et marchés (1 508 k€)
- Menuiseries Ganga Bernard, travaux de menuiserie bois et PVC (626 k€)

L'usine Matière, principal employeur de Bagnac, est passée de 30 à 150 salariés, depuis son rachat de l'usine Larive en 1993.

### Agriculture
La commune est dans le Segala », une petite région agricole occupant la frange est du département du Lot. En 2020, l'orientation technico-économique de l'agriculture  sur la commune est l'élevage bovin, orientation mixte lait et viande.
|               | 1988  | 2000  | 2010  | 2020  |
| ------------- | ----- | ----- | ----- | ----- |
| Exploitations | 84    | 61    | 44    | 38    |
| SAU (ha)      | 1 609 | 1 916 | 1 901 | 1 932 |

Le nombre d'exploitations agricoles en activité et ayant leur siège dans la commune est passé de 84 lors du recensement agricole de 1988  à 61 en 2000 puis à 44 en 2010 et enfin à 38 en 2020, soit une baisse de 55 % en 32 ans. Le même mouvement est observé à l'échelle du département qui a perdu pendant cette période 60 % de ses exploitations,. La surface agricole utilisée sur la commune est restée relativement stable, passant de 1609 ha en 1988 à 1932 ha en 2020. Parallèlement la surface agricole utilisée moyenne par exploitation a augmenté, passant de 19 à 51 ha.

## Culture locale, patrimoine

### Lieux et monuments
- Église Saint-Pierre de Bagnac-sur-Célé des XIIe et XIIIe siècles ; L'édifice est référencé dans la base Mérimée et à l'Inventaire général Région Occitanie[39].
- Pont médiéval roman du XIe siècle, inscription MH par arrêté du 11 janvier 1951[40]. ;Pont médiéval (13ème et 14ème s.), inscrit MH (1951)

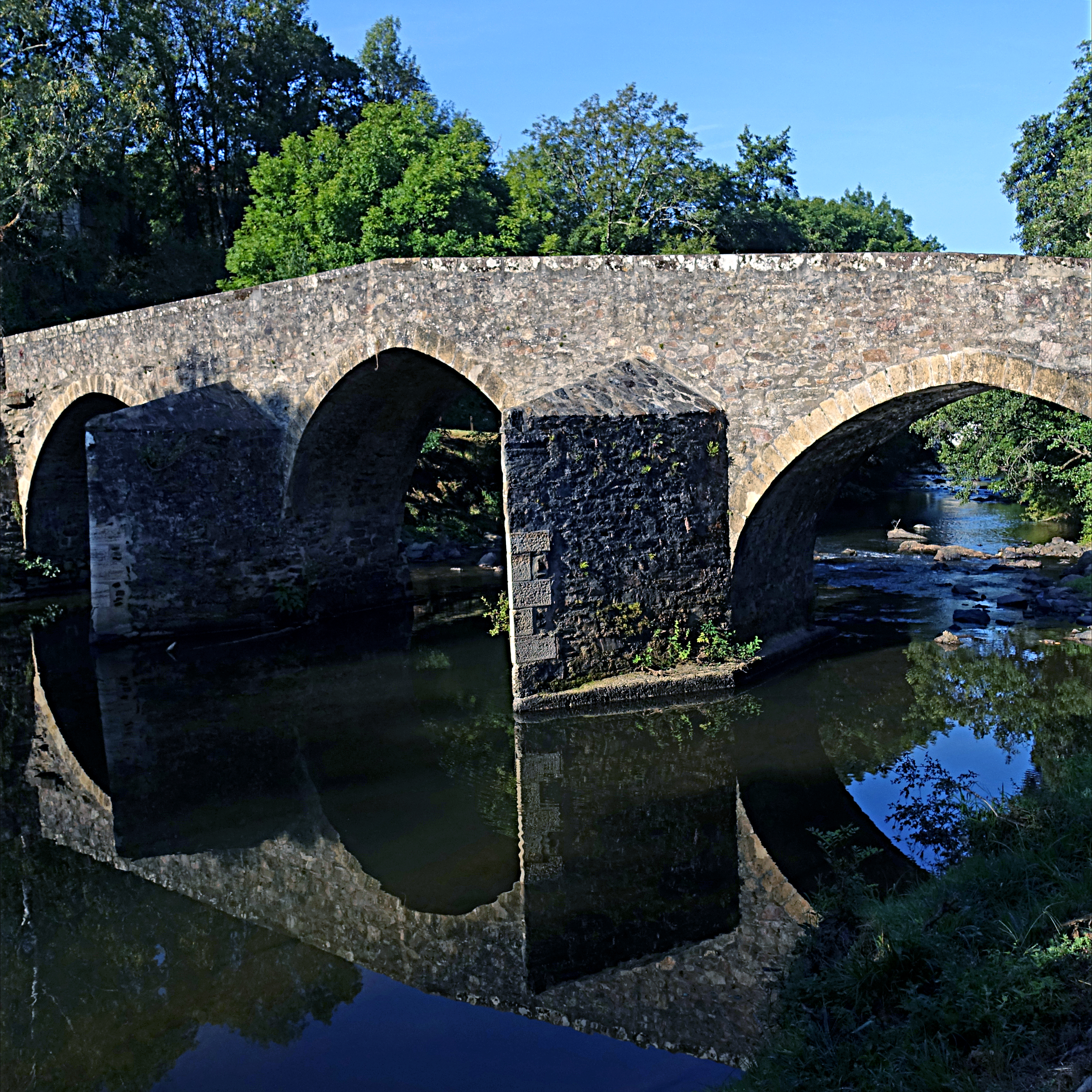
Pont médiéval (13ème et 14ème s.), inscrit MH (1951)

- Pont du XIXe siècle.

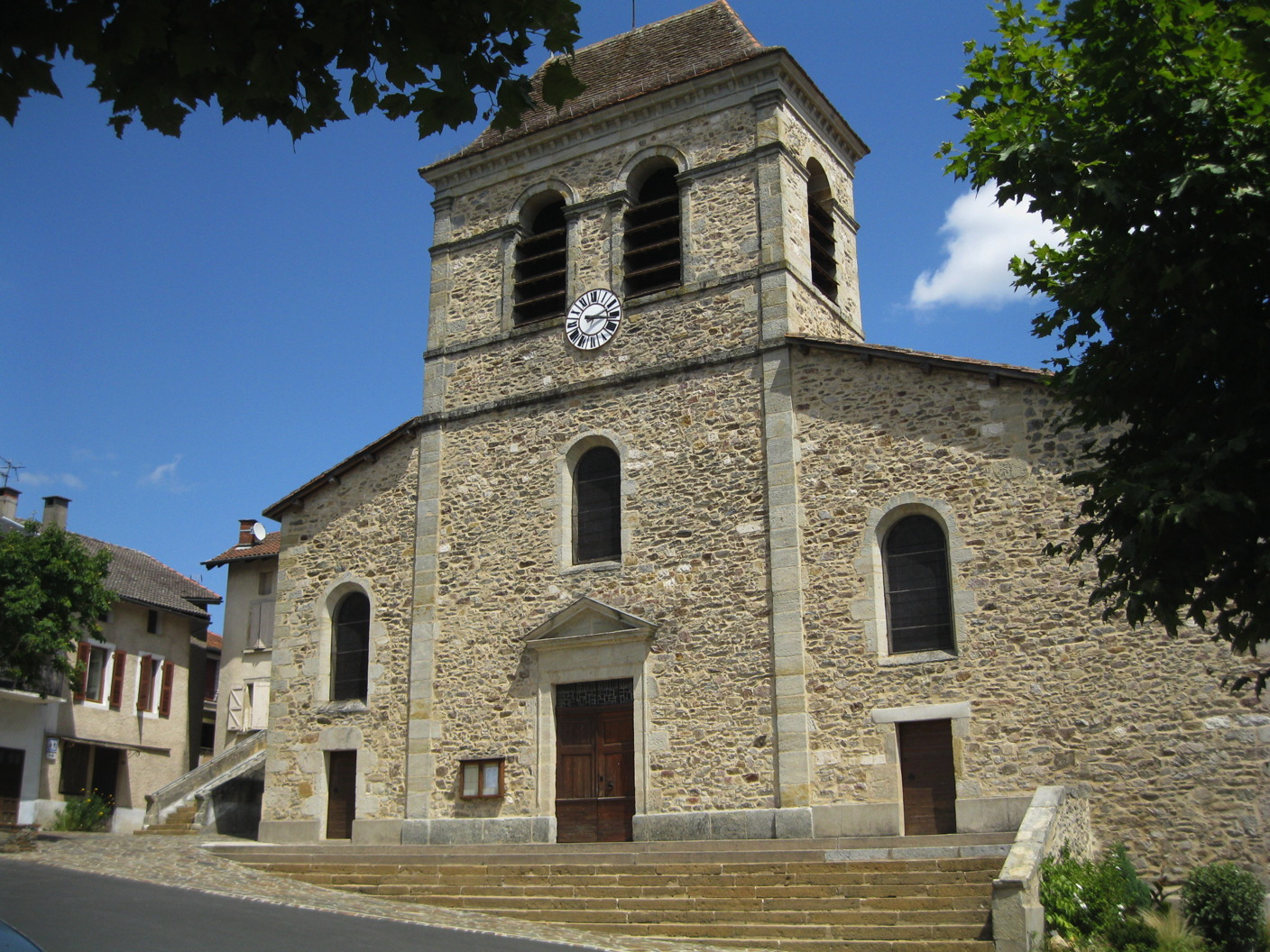
Église Saint-Pierre.
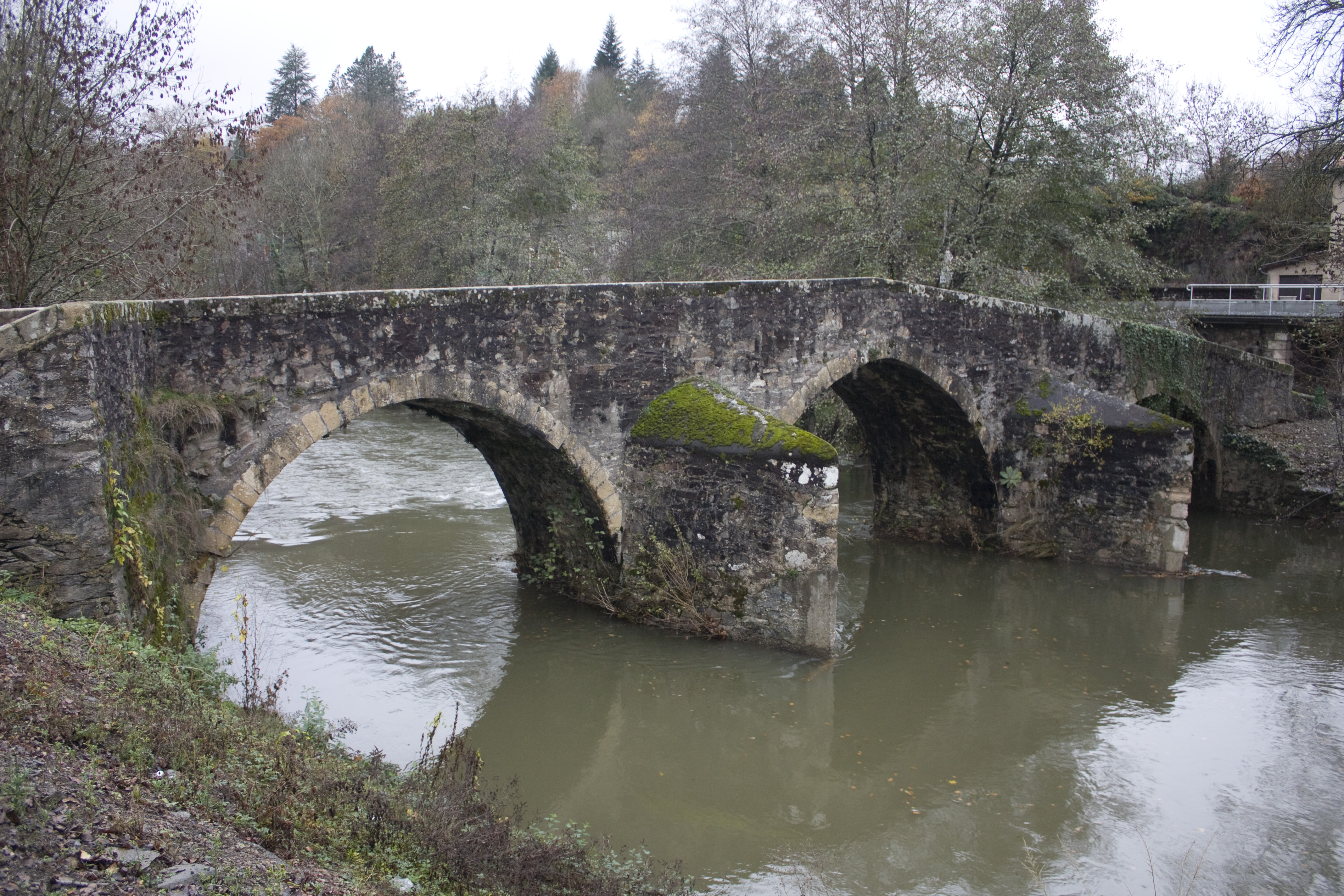
Pont médiéval roman.
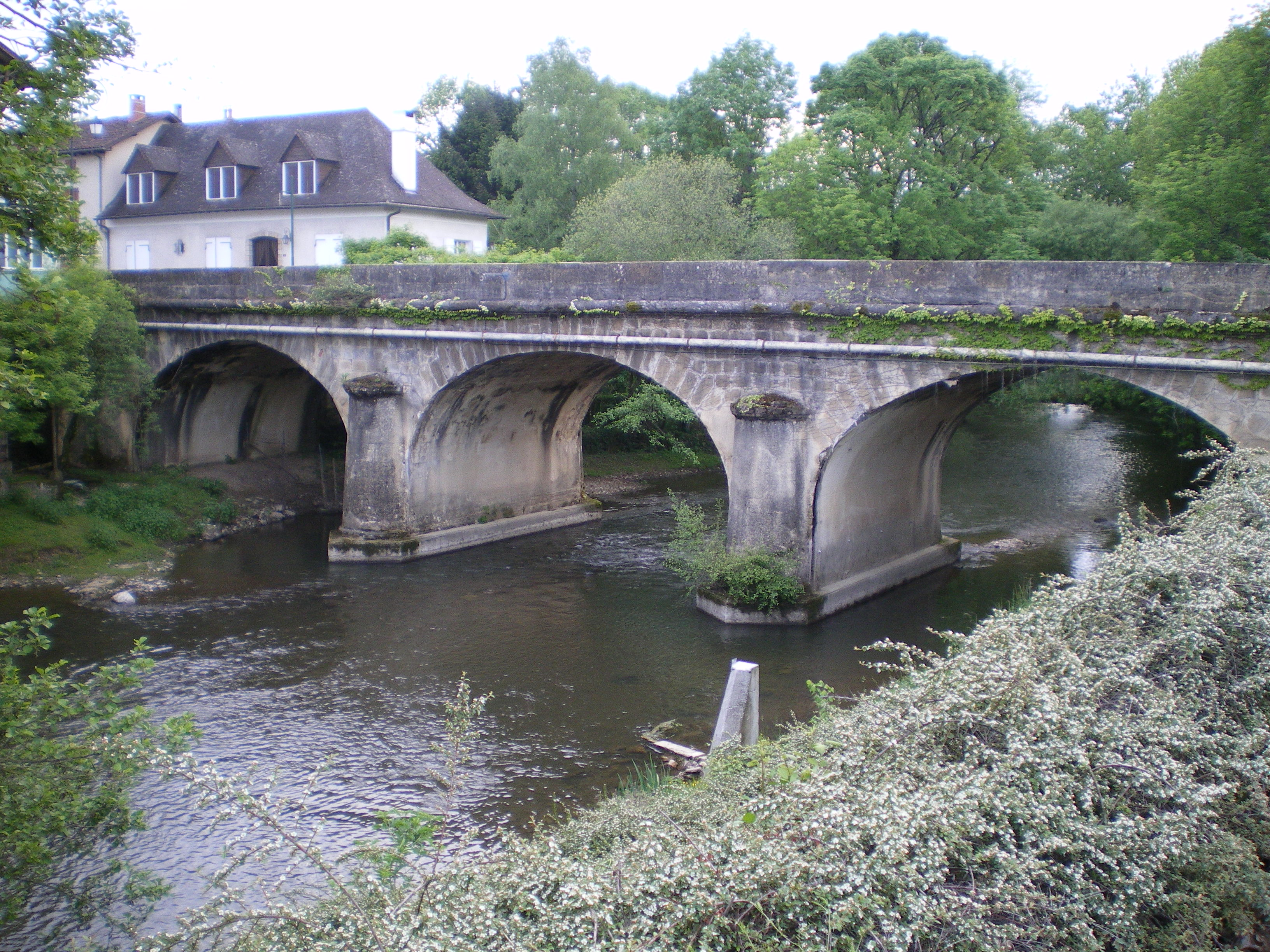
Pont du XIXe siècle.
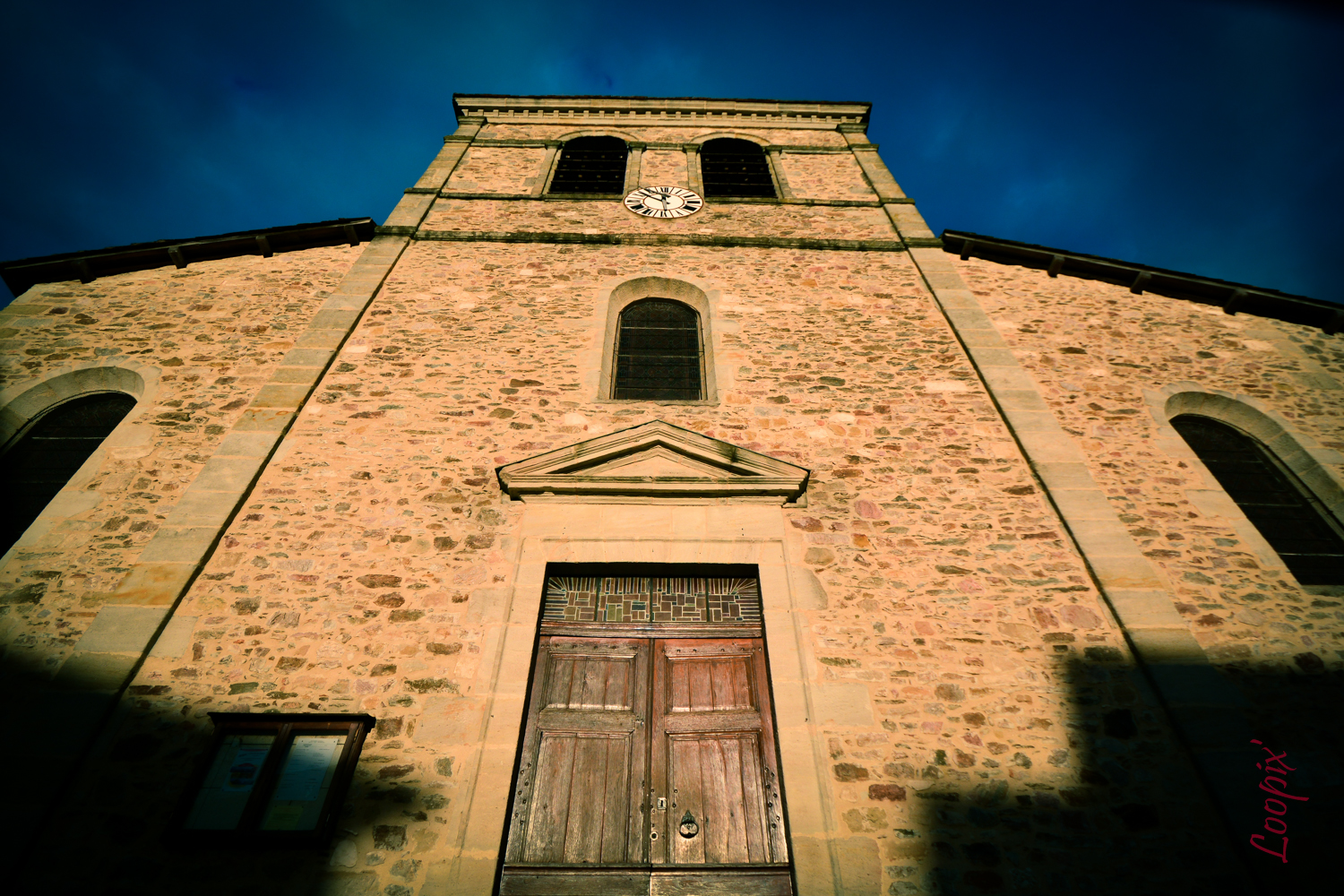
Église Saint-Pierre à Bagnac-sur-Célé.

### Personnalités liées à la commune
- Jules Rozières, homme politique, maire de Bagnac-sur-Célé de 1877 à 1903, député du Lot de 1883 à 1885.
- Joseph Canteloube, pianiste, compositeur et musicologue.
- Louis Guidon, pionnier de l'Aéropostale.
- Lucas Tousart, footballeur professionnel et international espoir français, y a grandi.
- Pierre Laborie, historien spécialiste de la France sous l'occupation, directeur d'études de l'EHESS dès 1998.
- Raymond Lavigne (1922-2014), natif du Bleymard, résistant, militant communiste, grand reporter, rédacteur en chef adjoint à L'Humanité, écrivain, poète.
- Damien Top, ténor, musicologue, président de l'association Joseph Canteloube, organisateur des Musicales de Bagnac.